# Václav Bláha
Václav Bláha (* 4. Mai 1901 in Křečov bei Pilsen; † 22. März 1959 bei Příbram) war ein tschechischer Trompeter und Komponist im Bereich der Volksmusik.

## Leben

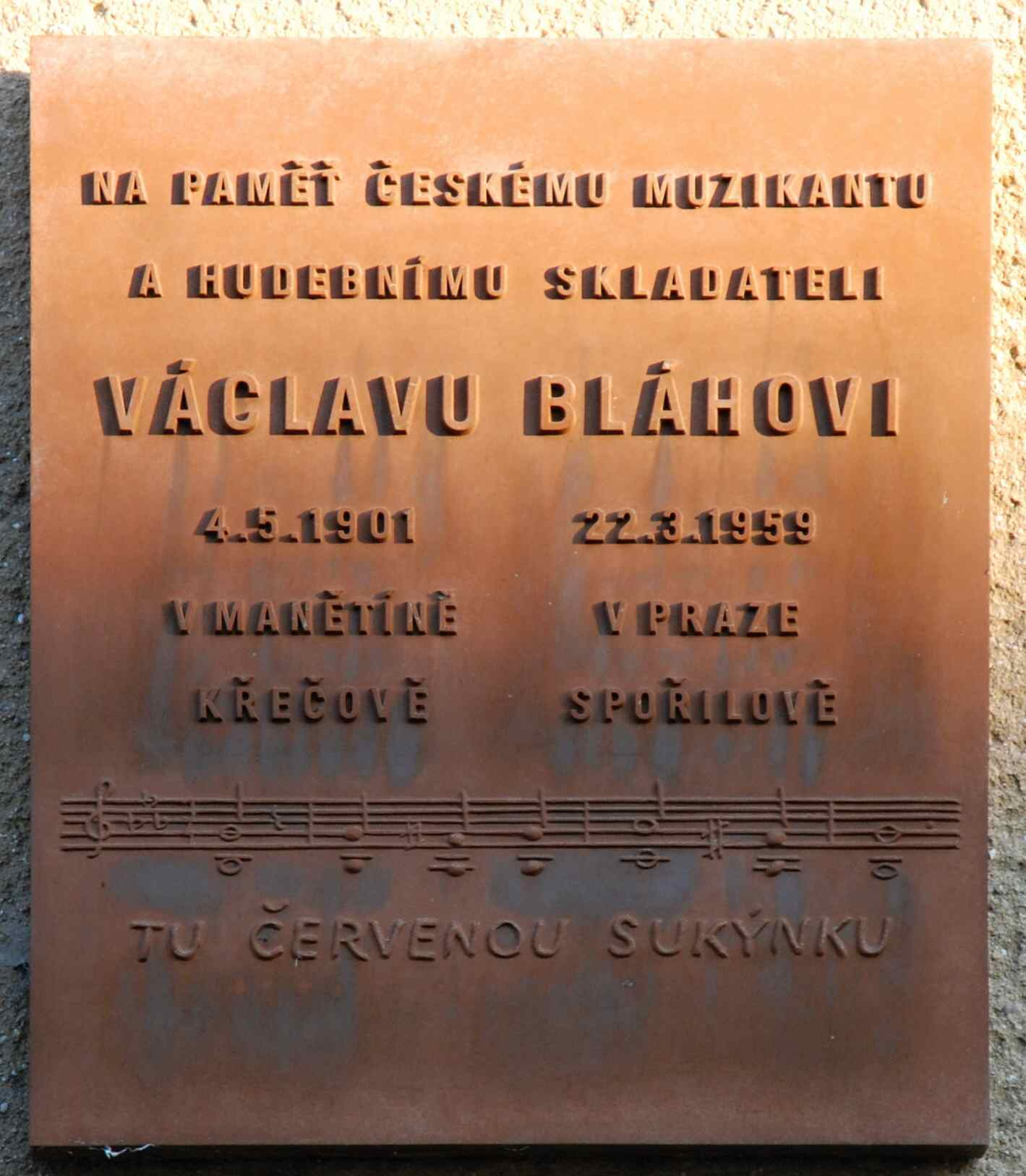
Gedenktafel in Manětín

Er wuchs im ca. 50 Kilometer nördlich von Pilsen gelegenen Dorf Křečov als zweites von vier Kindern auf. auf. Seine Eltern besaßen im Ort ein kleines Wirtshaus mit Abstiegsmöglichkeit. Für die Gäste spielte der Vater Ziehharmonika, die Mutter sang dazu. Beide Eltern führten behutsam die Kinder zur Musik. Václav und sein Bruder Rudolf lernten zunächst Geige, dann Trompete und Posaune.
Nach der Schule absolvierte er zunächst eine Lehre als Zimmermann. In musikalischer Hinsicht war er Autodidakt und brachte sich das Instrumentenspiel, Noten, und Grundsätze der Komposition selbst bei. Seine musikalischen Fähigkeiten wurden entscheidend während des Militärdienstes sowie in weiterer Folge durch seine Auftritte im Prager Milieu geprägt, wo er als Musiker in verschiedenen Cafés, kleinen und größeren Orchestern und bei Kino und Theatern arbeitete. Einige Jahre nach dem Ersten Weltkrieg wurde er 2. Trompeter im Salon-Orchester von R. A. Dvorský als Ersatz für Karel Vacek. Damit begann für ihn der bedeutendste Abschnitt seines Lebens und seiner schöpferischen Tätigkeit. Bis zum Jahre 1948 erschienen die meisten seiner Stücke in Druck und als Schallplatten-Einspielungen im Verlag R. A. Dvorský. Nach dem Zweiten Weltkrieg gründete er ein eigenes Orchester.
In kompositorischer Hinsicht blieb Václav Bláha vor allem bei der Volksmusik, meistens auch als Textautor. Als talentierter Musiker spielte er hingegen gerne was man von ihm verlangte, insbesondere die zu seiner Zeit beliebten, zeitgenössischen modernen Stücke. Als Solotrompeter wurde er in einigen Dutzend Filmen im Ton und Bild festgehalten. Zu seinen bekanntesten Stücken zählen vor allem Polkas, aber auch Walzer, Tangos und Mazurkas. Später komponierte er auch Volkslieder für Kinder, die im tschechischen „Staatsverlag für schöne Literatur“ in den 1950er Jahren erschienen.

## Werke
Polkas:
- „Jetelíček u vody“ (Herz-Schmerz-Polka),
- Muzikanti pojďte hrát
- Včera jsem tě čekala
- Děvče jako růže
- Čočovička
- Leť stále dál a dál
- Kdybych já věděla
- Kdo tě bude milovat

Walzer:
- Červená sukýnka
- Hvězdička